# Turnera glabrata
Turnera glabrata är en passionsblomsväxtart som beskrevs av Arbo. Turnera glabrata ingår i släktet Turnera och familjen passionsblomsväxter. Inga underarter finns listade i Catalogue of Life.